# Teorias sobre as sociedades contemporâneas
O estudo de vários teóricos das ciências sociais tem colocado as sociedades contemporâneas como objetos privilegiados de suas análises, se esforçando para esclarecer a natureza dos processos em curso. Esses esforços, muitas vezes, estão associados à percepção de crise, em especial crise do projeto de sociedade construído na modernidade. Existem múltiplas teorias que tentam explicar essa nova sociedade, algumas explorando mais as rupturas e oposições, outras mais as continuidades e intensificações. Esses estudos buscam compreender a sociedade contemporânea dentro dos seus vários contextos: econômicos, sociais, políticos, ecológicos e tecnológicos.

## Principais teorias e expoentes
- Modernidade reflexiva — de Anthony Giddens, Ulrich Beck e Scott Lash — o conceito de reflexividade, ao contrário de ideias de fim da modernidade, expressa as ideias: de uma segunda fase da modernidade para Beck; de alta modernidade para Giddens. Dessa forma, não viveríamos na pós-modernidade e sim na radicalização da modernidade. Os três autores partilham uma tese elementar, de que, quanto mais as sociedades são modernizadas, mais os agentes individuais, instituições e organizações adquirem capacidade de refletir sobre sua própria condição de existência.
- Sociedade de risco — de Ulrich Beck — que demonstra que o descrédito no controle moderno sobre a natureza é o responsável pela postura reflexiva atual, na qual não se podem mais relegar aos especialistas as decisões. A sociedade é confrontada cotidianamente com os riscos fabricados por suas próprias ações.
- Processo de subjetivação — de Alain Touraine — que considera que uma das marcas da sociedade contemporânea é o processo em que as pessoas se tornam sujeitos, cada vez mais se libertam das forças que impedem sua autoconstrução, passando a reinventar seus papéis e práticas, lutar pela construção de direitos universais e específicos (culturais), transformando, assim, a sociedade.[1]
- Hipermodernidade — de Gilles Lipovetsky — essa perspectiva teórica demonstra uma modernidade em ritmo acelerado, frente a uma sociedade dividida entre o excesso e a moderação.[2]
- Capitalismo Informacional — de Manuel Castells — desloca a atenção da produção para os suportes comunicacionais que possibilitam maior fluxo de informações. É um conceito baseado na tecnologia de informação como paradigma das mudanças sociais que reestruturaram o modelo capitalista a partir dos anos 80.
- Cibercultura — Pierre Lévy — esse termo designa a cultura contemporânea marcada pelas novas tecnologias digitais e como ocorrem as interações entre as novas tecnologias e a sociedade.
- Modernização Ecológica — de Gert Spaargaren e Arthur Mol — é a ideia de que é possível superar a crise ambiental sem abandonar o projeto da modernização, sugerindo como resposta à crise uma maior modernização das instituições da sociedade industrial e uma reestruturação ecológica dos processos de produção e consumo.
- Era do Acesso — de Jeremy Rifkin — nessa teoria a economia hipercapialista caminha para a transição da posse da propriedade para o acesso, isto é, o autor propõe que iremos cada vez mais pagar pelo acesso a bens e serviços, tais como: informações, entretenimento, hardware, softwares, eletrônicos, utensílios e tudo o que pudermos imaginar. Entramos, portanto, em uma era em que pagamos por redes de acesso a experiências.
- Imaginário Social Moderno — Charles Taylor — é uma categoria que apresenta múltiplos sentidos, a partir de três formas culturais basilares: a economia, a esfera pública e a soberania popular, considerando, nesse sentindo, a trajetória, cada uma a seu modo, da Revolução Francesa e da Revolução Americana; demonstrando que a modernidade caracteriza-se por conflitos e tensões que se interpenetram, formatando o “homem moderno", cujo contexto vivido por ele cria territórios, onde se apresentam múltiplas escolhas para a construção de caminhos que lhe sejam próprios, uma vez que são as nossas práticas no mundo que criam nossos quereres e crenças.